# Orcovita mollitia
Espèce
Orcovita mollitia est une espèce de crabes de la famille des Varunidae.

## Distribution
Cette espèce est endémique de Guam.

## Publication originale
- Ng, Guinot & Iliffe, 1996 : Revision of the anchialine varunine crabs of the genus Orcovita Ng & Tomascik, 1994 (Crustacea: Decapoda: Brachyura: Grapsidae), with descriptions of four new species. Raffles Bulletin of Zoology, vol. 44, n. 1, p. 109-134 (texte intégral).